# Grootschoot

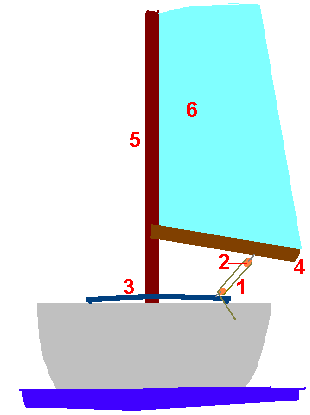
1 grootschoot
2 grootschootblok op de plaats van de schoothoek
3 overloop
4 giek
5 mast
6 grootzeil

Grootschoot is een begrip uit de zeilvaart. De grootschoot is op de langsgetuigde schepen de naam voor de lijn, voor de schoot, waarmee de stand van het grootzeil ten opzichte van het schip kan worden geregeld.
De grootschoot zit aan de giek vast, op ongeveer driekwart van de lengte van de giek. De grootschoot loopt een aantal keer over twee blokken, het grootschootblok aan de giek en een blok dat in de romp vastzit, heen om de kracht die het grootzeil uitoefent te kunnen hanteren. De schoothoek is de plaats op de giek, waar de schoot aan het grootzeil is bevestigd. De grootschoot hoeft in ieder geval bij kleinere boten niet over meer dan twee blokken te lopen. De grootschoot kan met de hand worden binnengehaald, maar er kan ook een lier worden gebruikt.
De grootschoot kan aan een vast punt in het midden van het schip of de stuurkuip vastgezet zijn, maar er kan ook een rail op het achterdek worden gebruikt, de overloop. Dit kan een iets gunstiger positie zijn, waardoor het zeil iets beter kan worden getrimd.